# 圣克鲁斯-德拉帕尔马
圣克鲁斯-德拉帕尔马（西班牙語：Santa Cruz de La Palma），是西班牙加那利群岛圣克鲁斯-德特内里费省的一个市镇，拉帕尔马岛的首府。总面积约43平方公里，总人口15674人（2018年），人口密度360人/平方公里。
作家三毛丈夫荷西的墓地就在市政府公墓內。

## 图集

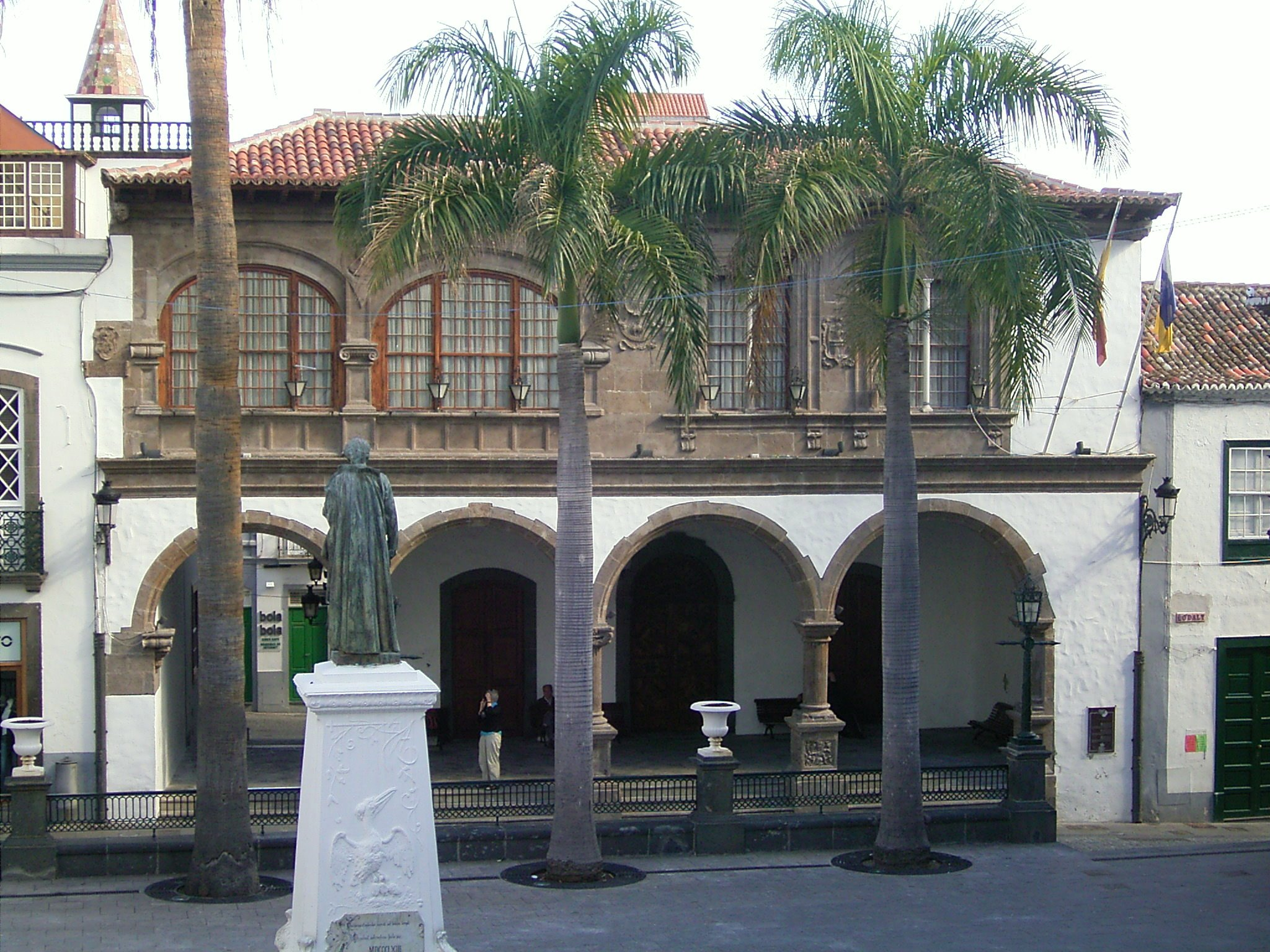
圣克鲁斯-德拉帕尔马市政厅
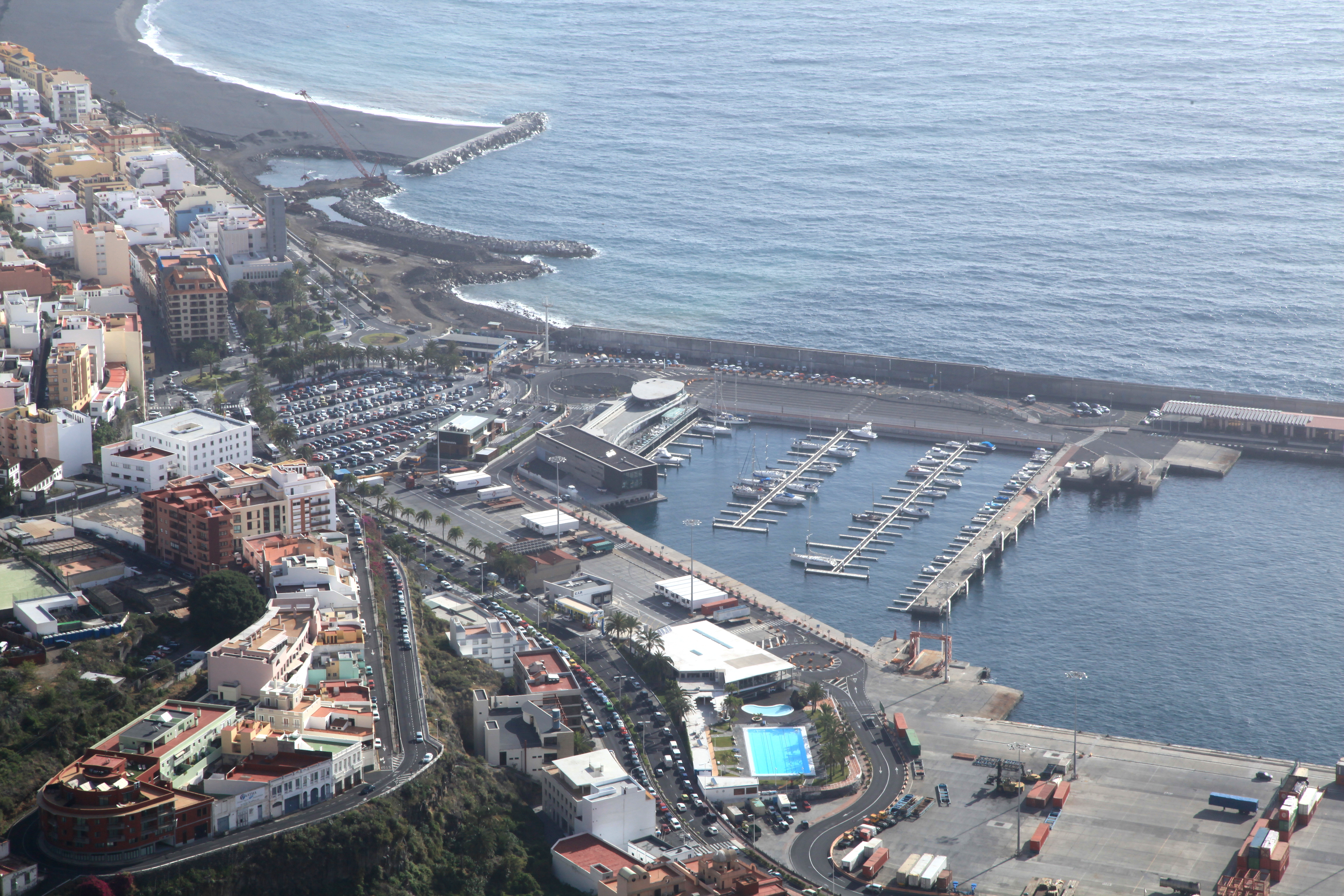
港口
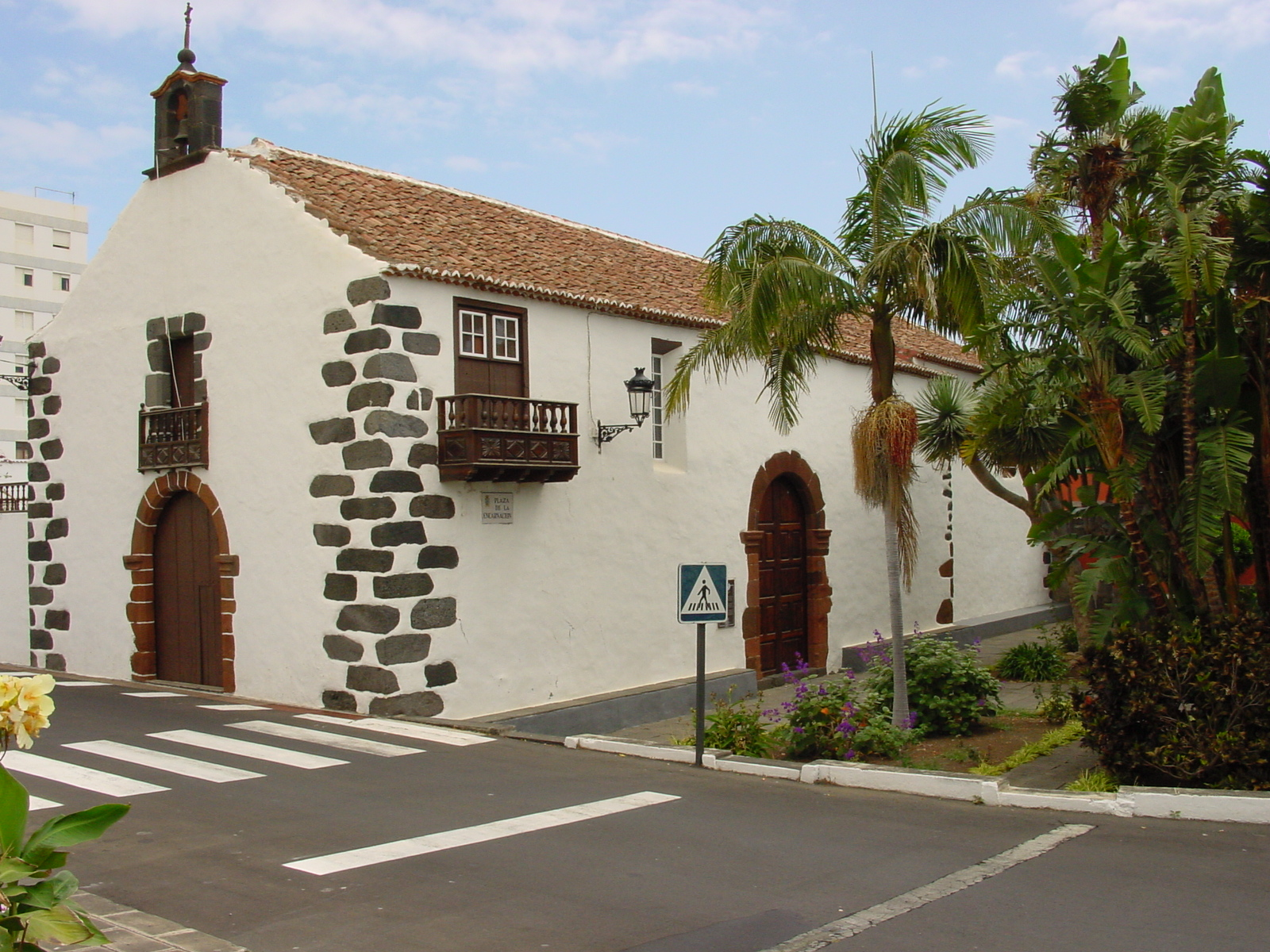
教堂
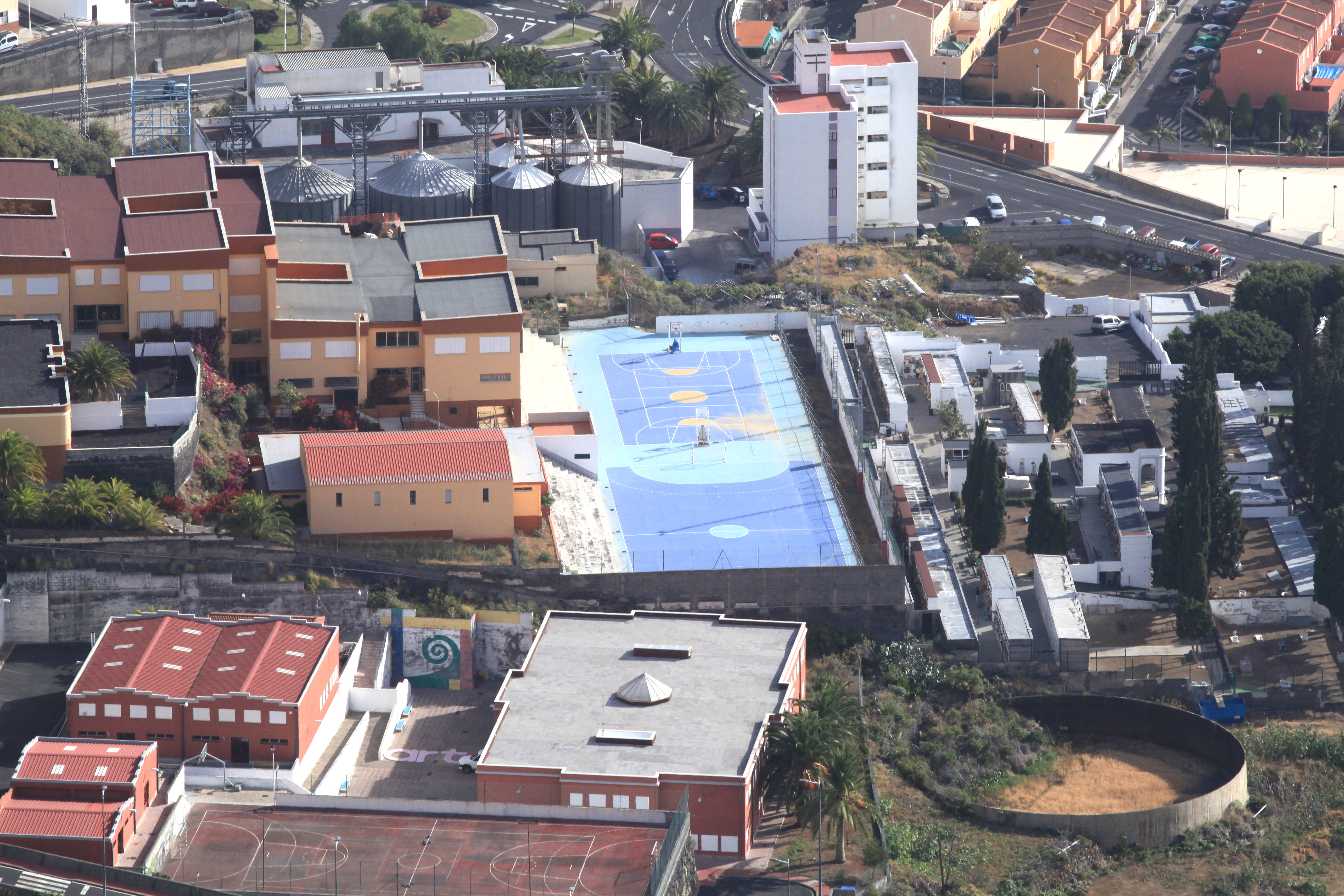
学校和公墓